# The 3rd Album
The 3rd Album is het derde studioalbum van de Nederlandse popband Coparck. Het album kwam uit in januari 2007 op het label van V2. Het meest bekende nummer van het album is A Good Year for the Robots. Dit nummer stond in 2007 op de eerste plaats in de Kink 40. Om het album te promoten bracht Coparck ook een magazine uit met verschillende onderwerpen.

## Nummers
1. "The Fifth Season" - 4:43
2. "A Good Year for the Robots" - 4:01
3. "You Will Fall" - 3:58
4. "God Dress America" - 3:42
5. "Consider This Goodbye" - 4:51
6. "Funny, Dark, Iconoclastic" - 4:12
7. "A Work of Fiction" - 2:55
8. "Thoughts You Thought You Could Do Without" - 4:16
9. "Time Is Short" - 3:49
10. "How to Find What You're Not Looking For" - 4:32
11. "You'll Never Find Anything Quite Like It" - 4:20
12. "Absorb and Transport" - 5:36

## Artiesten
- Odilo Girod - zang, gitaar, toetsen
- Maurits de Lange - piano, synths beats & sounds
- Rik Hansen - contrabas, achtergrondzang
- Marcel van As - drums, beats & sounds, achtergrondzang